# 杰茜·奈特
杰茜·奈特（英語：Jessie Knight，1994年6月15日—），英国女子田径运动员，主攻跨栏，2021年欧洲室内田径锦标赛女子4×400米接力银牌得主、2022年世界田径锦标赛女子4×400米接力铜牌得主。